# Giebułtów (powiat krakowski)
Giebułtów – wieś w Polsce położona w województwie małopolskim, w powiecie krakowskim, w gminie Wielka Wieś.

## Historia
Pierwsze ślady osadnictwa na terenie obecnego Giebułtowa pochodzą z neolitu, 4500-1650 lat przed naszą erą. Inne liczne wykopaliska na terenie dzisiejszego Giebułtowa pochodzą z przełomu I i II w. n.e, a także z IV i XI wieku. Z 1337 roku pochodzi pierwsza wzmianka o Piotrze z Giebułtowa. Na przestrzeni wieków właścicielami Giebułtowa byli cystersi z Mogiły, klaryski z Krakowa, a w XVI i XVII w. – ród Giebułtowskich.
W latach 1975–1998 miejscowość należała administracyjnie do województwa krakowskiego.
Giebułtów ma też „swój” wkład w muzykę jazzową. Pochodzi stąd Paweł Kaczmarczyk, który w miejscowym kościele usłyszał pierwsze dźwięki od dziadka – organisty z pięćdziesięcioletnim stażem.
W roku 2020 nakładem Wydawnictwa AVALON ukazała się książka "Giebułtów. Mieszkańcy, kościoły i historia", której autorem jest Antoni Pogan, od roku 2009 zamieszkały wraz z żoną Magdaleną w Giebułtowie.
W 1898 w Giebułtowie urodził się Kazimierz Hasała, żołnierz Legionów Polskich i podoficer Wojska Polskiego.

## Geografia
Giebułtów położony jest w odległości około 2 km na północny zachód od Krakowa. Zajmuje obszar 448,1 ha, liczy 1132 mieszkańców.
Integralne części miejscowości: Morgi Trojadyńskie, Podwikle, Trojadyn.

## Sport
W miejscowości znajduje się stadion klubu LKS Jutrzenka Giebułtów. W 2019 roku drużyna awansowała do III ligi. Aktualnie (sezon 2023/2024) swoje mecze rozgrywa w V lidze.

## Komunikacja
Do Giebułtowa kursuje linia autobusowa aglomeracyjna dzienna nr 220 należące do MPK Kraków oraz linia W6 organizowana przez Gminę Zielonki.

## Religia
- Parafia św. Idziego w Giebułtowie

## Zabytki
Obiekty wpisane do rejestru zabytków nieruchomych województwa małopolskiego.
- Kościół parafialny pw. św. Idziego, dzwonnica, otoczenie.
Kościół murowany, późnorenesansowy, nawiązujący do gotyku, ufundowany przez Kaspra Giebułtowskiego w latach 1600–1604.
- Spichlerz dworski, został przeniesiony Nadwiślańskiego Parku Etnograficznego.